# Superpohár UEFA 2023
Superpohár UEFA 2023 byl 48. ročníkem evropské klubové soutěže Superpohár UEFA, pořádané Evropskou fotbalovou asociací UEFA, ve které se utkávají vítěz Ligy mistrů a vítěz Evropské ligy. V zápase nastoupil vítěz Ligy mistrů UEFA 2022/23 proti vítězi Evropské ligy UEFA 2022/23.

## Dějiště
Exekutiva UEFA na zasedání v Amsterdamu 2. března 2020 vybrala stadion Ak Bars Arena. Albánská fotbalová asociace navrhovala odehrát utkání v Tiraně, ale nabídku ještě před hlasováním stáhla. Zápas měl být prvním utkáním Superpoháru v Rusku a druhou fotbalovou událostí klubové úrovně, kterou UEFA svěřila Kazani; první bylo v roce 2009 finále Ligy mistrů žen. Kazaňský stadion rovněž hostil Konfederační pohár FIFA 2017, hrály se zde tři zápasy skupinové fáze a semifinále. Při Mistrovství světa ve fotbale 2018 se tu odehrály čtyři zápasy skupinové fáze, zápas vyřazovací fáze a čtvrtfinálový zápas.
Kvůli ruské invazi na Ukrajinu začala UEFA zvažovat jiné možnosti, i když představitelé Tatarstánu vystupovali proti změně. Nakonec exekutiva UEFA 25. ledna 2023 rozhodla o přesunu zápasu z Kazaně do řeckého Pirea.

## Účasti v Superpoháru UEFA
| Název týmu      | Předchozí účasti (tučně označeno vítězství) |
| --------------- | ------------------------------------------- |
| Manchester City | 0                                           |
| Sevilla         | 6 (2006, 2007, 2014, 2015, 2016, 2020)      |

## Zápas
| 16. srpna 2023 22:00 (SELČ) |        |                     |                                                                        |
| Manchester City FC          | 1 : 1  | Sevilla             | Stadion Karaiskakis, Pireus diváci: 29 207 rozhodčí: François Letexier |
| Palmer 63'                  | Report | Júsuf En-Nesjrí 25' | Stadion Karaiskakis, Pireus diváci: 29 207 rozhodčí: François Letexier |

|                                         |     | Penaltový rozstřel                 |  |
| Haaland Álvarez Kovačić Grealish Walker | 5:4 | Ocampos Mir Rakitić Montiel Gudelj |  |

| Manchester City | Sevilla |

| GK            | 31 | Ederson         |
| RB            | 2  | Kyle Walker (c) |
| CB            | 25 | Manuel Akanji   |
| CB            | 24 | Joško Gvardiol  |
| LB            | 6  | Nathan Aké      |
| CM            | 8  | Mateo Kovačić   |
| CM            | 16 | Rodri           |
| RW            | 80 | Cole Palmer     |
| AM            | 47 | Phil Foden      |
| LW            | 10 | Jack Grealish   |
| CF            | 9  | Erling Haaland  |
| Náhradníci:   |    |                 |
| GK            | 18 | Stefan Ortega   |
| GK            | 33 | Scott Carson    |
| DF            | 3  | Rúben Dias      |
| DF            | 5  | John Stones     |
| DF            | 14 | Aymeric Laporte |
| DF            | 21 | Sergio Gómez    |
| DF            | 82 | Rico Lewis      |
| MF            | 4  | Kalvin Phillips |
| MF            | 32 | Máximo Perrone  |
| MF            | 87 | James McAtee    |
| FW            | 19 | Julián Álvarez  |
| FW            | 52 | Oscar Bobb      |
| Trenér:       |    |                 |
| Pep Guardiola |    |                 |

| GK                   | 13 | Yassine Bounou      |
| RB                   | 16 | Jesús Navas (c)     |
| CB                   | 22 | Loïc Badé           |
| CB                   | 6  | Nemanja Gudelj      |
| LB                   | 19 | Marcos Acuña        |
| CM                   | 8  | Joan Jordán         |
| CM                   | 10 | Ivan Rakitić        |
| RW                   | 5  | Lucas Ocampos       |
| AM                   | 21 | Óliver Torres       |
| LW                   | 17 | Érik Lamela         |
| CF                   | 15 | Júsuf En-Nesjrí     |
| Náhradníci:          |    |                     |
| GK                   | 1  | Marko Dmitrović     |
| DF                   | 2  | Federico Gattoni    |
| DF                   | 3  | Adrià Pedrosa       |
| DF                   | 4  | Gonzalo Montiel     |
| DF                   | 27 | Kike Salas          |
| MF                   | 18 | Djibril Sow         |
| MF                   | 24 | Papu Gómez          |
| MF                   | 26 | Juanlu Sánchez      |
| MF                   | 28 | Manu Bueno          |
| FW                   | 7  | Suso                |
| FW                   | 9  | Rafa Mir            |
| FW                   | 11 | Jesús Manuel Corona |
| Trenér:              |    |                     |
| José Luis Mendilibar |    |                     |

| Hráč zápasu: Cole Palmer Asistenti rozhodčího: Cyril Mugnier Mehdi Rahmouni Čtvrtý rozhodčí: Espen Eskås Videorozhodčí: Jérôme Brisard Asistenti videorozhodčího: Eric Wattellier Fedayi San Pravidla zápasu - 90 minut - Penaltový rozstřel při nerozhodném stavu - Nejvýše 12 jmenovaných náhradníků - Maximálně 5 střídání |